# Yule Island
Yule Island is een eiland in de provincie Central van Papoea-Nieuw-Guinea. Het ligt 100 kilometer ten noordwesten van Port Moresby, aan de zuidkust van Nieuw-Guinea.
Het eiland ligt in de mariene ecoregio Zuidoostelijk Papoea-Nieuw-Guinea.

## Geschiedenis
Yule Island is waarschijnlijk vernoemd naar Charles Bampfield Yule, een officier van de Royal Navy die het gebied van 1842 tot 1845 in kaart bracht. Het was een van de eerste gebieden in de Centrale Provincie die contact had met Europeanen. De katholieke Missionarissen van het Heilig Hart begonnen in 1885 met een missie. De missie werd van 1900 tot 1908 geleid door bisschop Henry Verius en vanaf dat moment tot 1945 door Alain de Boismenu.
Met de Europese missionarissen kwamen catechisten uit de Filipijnen, waarvan sommigen in de plaatselijke bevolking trouwden. Anno begin 21e eeuw hebben veel inwoners van Yule Island verschillende Europese en Filipijnse kenmerken.
Het bezoek van de Australische dichter James McAuley aan de missie op Yule Island in 1949 maakte een diepe spirituele indruk op hem en droeg bij tot zijn bekering tot het katholicisme.

## Fauna
Yule Island is omgeven door koraalriffen.